# Dagestanische Autonome Sozialistische Sowjetrepublik

Flagge der Dagestanischen ASSR

Lage Dagestans in der Kaukasusregion (Stand etwa 1957–1991)

Die Dagestanische Autonome Sozialistische Sowjetrepublik (russisch Дагестанская Автономная Советская Социалистическая Республика), kurz Dagestanische ASSR bzw. DASSR (russisch Дагестанская АССР bzw. russisch ДАССР), war eine autonome Sowjetrepublik innerhalb der Russischen Sozialistischen Föderativen Sowjetrepublik (RSFSR) in der Sowjetunion.

## Geschichte
Die Republik lag in Kaukasien im südlichen Teil Russlands. Sie bestand von 1921 bis 1991. Die Hauptstadt war Machatschkala. Seit dem Zerfall der Sowjetunion 1991 ist das Gebiet als Republik Dagestan ein Föderationssubjekt Russlands. Die Region verfügt über bedeutende Vorkommen an Erdöl, Erdgas, Kohle und Schwefel und wichtige Häfen am Kaspischen Meer. Die Bevölkerung besteht aus zahlreichen Völkern, unter anderem Awaren, Lesgier, Darginer, Kumyken, Laken und Tschetschenen. Um das Jahr 1950 hatte die Dagestanische ASSR rund eine Million Einwohner.